# Stenbræk
Stenbræk (Saxifraga) er en stor slægt, som er udbredt i Nordafrika, Europa, Asien og Nordamerika. Det er stauder med endestillede stande af små, regelmæssige blomster. Mange af arterne er sukkulenter. Her nævnes kun de arter, som er vildtvoksende i Danmark, eller som dyrkes her.
| Arter |

- Bjergfrue
- Bækstenbræk
- Gul stenbræk
- Klippestenbræk
- Knopstenbræk
- Kornet stenbræk
- Mosstenbræk
- Purpurstenbræk eller rød stenbræk
- Solstenbræk
- Tornet stenbræk
- Toårig stenbræk
- Trekløftstenbræk
- Tuestenbræk